# Нови Ичин (окръг)
Окръг Нови Ичин (на чешки: Okres Nový Jičín) е един от 6-те окръга на Моравско-силезкия краѝ на Чехия. Административен център е едноименният град Нови Ичин. Площта на окръга е 881,59 km², а населението – 151 762 жители (2016). В окръга има 54 населени места, в това число 9 града и 2 места без право на самоуправление.

## География
В рамките на края, административната единица граничи с окръзите Опава на северозапад, Острава-град – на север и Фридек-Мистек – на североизток. Освен това негови съседи са окръг Всетин от Злинския край (на юг) и окръг Пршеров от Оломоуцкия край (на югозапад и запад).

## Градове и население
По данни за 2016 г.:
| Град                 | Население |
| -------------------- | --------- |
| Нови Ичин            | 23 571    |
| Копршивнице          | 22 273    |
| Френщат под Радхощем | 10 854    |
| Студенка             | 9720      |
| Пршибор              | 8466      |
| Биловец              | 7436      |
| Одри                 | 7308      |
| Фулнек               | 5757      |
| Щрамберк             | 3486      |

По данни за 2005 г.:
| Общо            | Жени             | Мъже             |
| --------------- | ---------------- | ---------------- |
| 159 225 (100 %) | 81 205 (51,00 %) | 78 020 (49,00 %) |

## Образование
По данни от 2003 г.:
| Вид училище                         | Брой училища |
| ----------------------------------- | ------------ |
| Детски градини                      | 60           |
| Начални училища                     | 70           |
| Гимназии                            | 4            |
| Средни училища и промишлени училища | 11           |
| Средни професионални училища        | 11           |
| Висши професионални училища         | 1            |

## Здравеопазване
По данни от 2003 г.:
| Лекари                                      | 435 |
| Болници                                     | 3   |
| Специализирани заведения за лечение и отдих | 2   |
| Зъболекари                                  | 69  |
| Аптеки                                      | 31  |

## Транспорт
През окръга преминава част от магистралите D1 и D148, както и първокласните пътища (пътища от клас I) I/47, I/48, I/57 и I/58. Пътища от клас II в окръга са II/441, II/442, II/463, II/464, II/465, II/480, II/482, II/483, II/486, II/647 и II/648.